# Comuna Rîjivka, Bilopillea
Rîjivka (în ucraineană Рижівка) este o comună în raionul Bilopillea, regiunea Sumî, Ucraina, formată din satele Atînske, Budkî, Holîșivske, Rîjivka (reședința) și Stukalivka.

## Demografie
Componența lingvistică a comunei Rîjivka
     Ucraineană (83,67%)
     Rusă (15,96%)
Conform recensământului din 2001, majoritatea populației comunei Rîjivka era vorbitoare de ucraineană (83,67%), existând în minoritate și vorbitori de rusă (15,96%).